# Dan Danielsson
Daniel (Dan) Danielsson, född 24 april 1867 i Åmåls stadsförsamling, Älvsborgs län, död 13 februari 1940 i Filipstads församling, Värmlands län, var en svensk fiolspelman och folkmusikupptecknare, liksom sin far. Familjen flyttade till Ottebol utanför Arvika, Värmland, där han kom att lära sig värmlandslåtar.

## Biografi
Som vuxen blev han posttjänsteman i Filipstad, och medverkade med insamling av material till Svenska Låtar, Värmland (utg. 1930). Han var med och startade Värmlands spelmansförbund, och blev dess förste ordförande 1929–1935. Han verkade som prisdomare vid spelmanstävlingar över hela Sverige. Han turnerade också som estradspelman och föredragshållare. 1937 belönades han med Zornmärket i guld.

## Diskografi
- Danielsson dokumenterades på fonografrullar av Yngve Laurell, sannolikt omkring 1914. Dessa har utgetts, först på LP och senare, CD Äldre svenska spelmän, Caprice CAP 21604, 1999[3].
- His Master’s Voice gjorde 1929 två skivor med solospel och en med trio[4]. Sololåtarna återutgavs på LP i serien Gammal svensk folkmusik från 78-varvare, Schilling Records SR 001, 1987[5] och SR 003, 1988[6]. En låt med trion återutgavs på Värmländska folkmusikstilar, Cinnober CINLP-5, 1990[7].